# تشارلي سنو
تشارلي سنو (بالإنجليزية: Charlie Snow)‏ هو لاعب كرة قاعدة أمريكي، ولد في 3 أغسطس 1849 في لوويل في الولايات المتحدة، وتوفي في 27 أغسطس 1929 في بروكلين في الولايات المتحدة.

## وصلات خارجية
- تشارلي سنو على موقعبيزبول رفرنس.كوم (الدوري الرئيسي) (الإنجليزية)